# Betta rutilans
Betta rutilans är en fiskart som beskrevs av Witte och Kottelat, 1991. Betta rutilans ingår i släktet Betta och familjen Osphronemidae. Inga underarter finns listade.